# Pilar de Zubiaurre
Pilar de Zubiaurre est une intellectuelle basque née à Garai, au Pays Basque, en 1884 et morte à Mexico en 1970.
Ecrivaine, pianiste et marchande d'art, elle a vécu plus de trente ans en exil à la suite de la guerre d'Espagne.
Elle fait partie de la grande famille basque des Zubiaurre. Elle est la fille du compositeur Valentín de Zubiaurre et la sœur des peintres Valentín et Ramón de Zubiaurre.

## Biographie
Avant la dictature franquiste, Pilar de Zubiaurre participe activement à la vie culturelle de son temps.
Elle est l'une des fondatrices de la revue Hermes : Revista del País Vasco (1917-1922).
Dans les années 1910, elle organise des réunions intellectuelles, salons et tertulias connus comme « les Samedis des Zubiaurre ».
Ce cercle était fréquenté par des personnalités telles que Manuel de Falla, José Ortega y Gasset, Diego Rivera et Juan Ramón Jiménez.
Elle se marie en 1922 avec Ricardo Gutiérrez Abascal, critique d'art connu sous le pseudonyme de Juan de la Encina.
Elle est l'une des fondatrices du Lyceum Club Femenino, où elle dirige la Section de Littérature de 1928 à 1932, et se lie avec d'autres écrivaines comme Ernestina de Champourcín et Concha Méndez.
Elle est aussi l'amie de Federico García Lorca, qui lui a consacré le poème intitulé Tres ciudades.
Pendant la guerre d'Espagne, elle rejoint le  Gouvernement Républicain à Valence avec son époux.
Lázaro Cárdenas leur propose de participer à la Casa de España au Mexique. Avec leur fils unique Leopoldo, ils s'exilent au Mexique, en passant par la France, puis New York où ils sont hébergés par Zenobia Camprubí et Juan Ramón Jiménez, avant de rejoindre Mexico où ils font leur vie. Pilar de Zubiaurre ne reviendra en visite en Espagne pour la première fois qu'en 1951.
Elle meurt en le 24 juin 1970 au Mexique. Sa dépouille a été transférée à Garai, en Biscaye.